# Racek velký
Racek velký (Ichthyaetus ichthyaetus) je jedním z největších druhů racků. 

## Popis

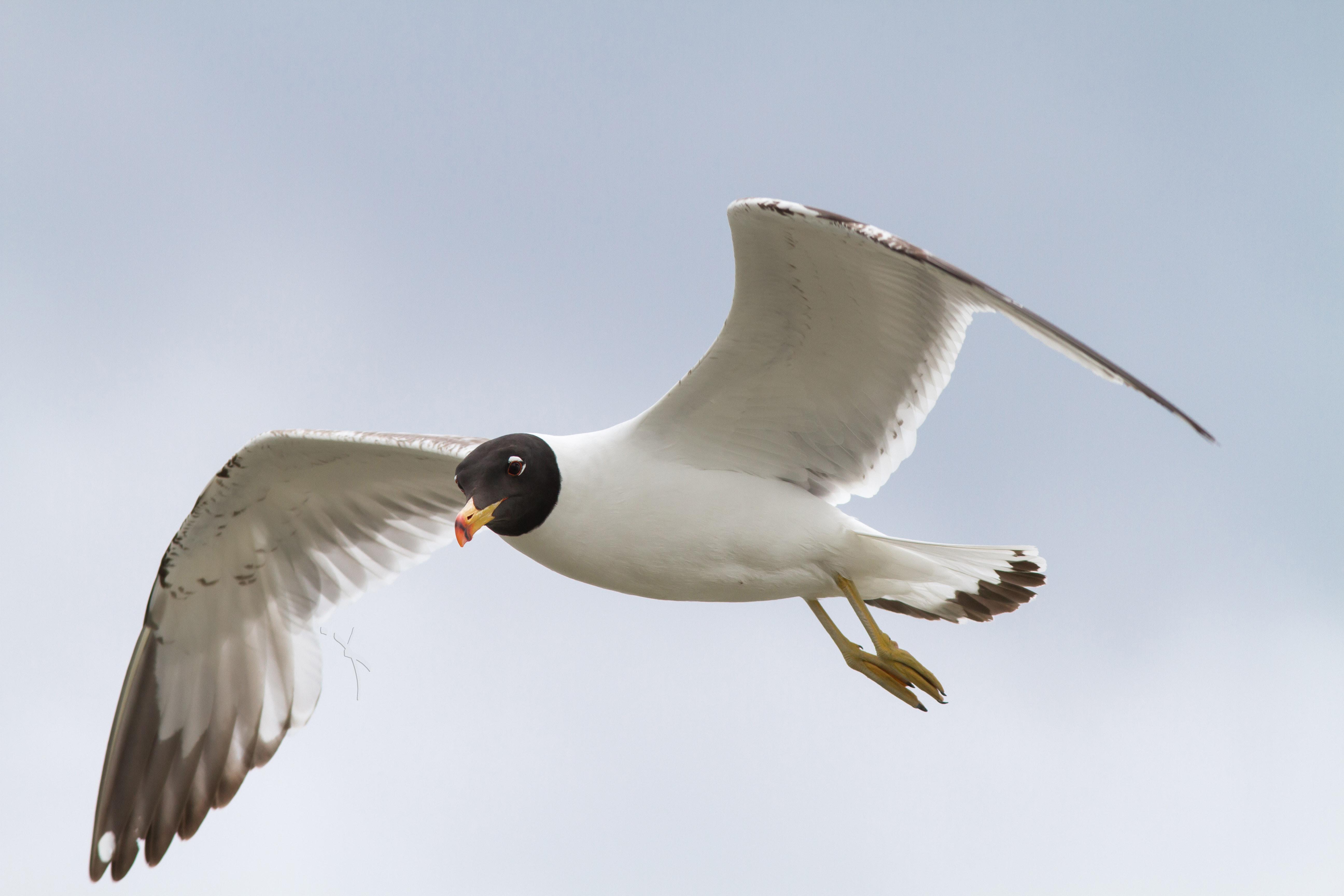
Racek velký

Dospělí ptáci ve svatebním šatu mají černou hlavu a nápadně zbarvený žlutý zobák s černou a červenou páskou na špičce. Mladí ptáci se na první pohled podobají mladým rackům stříbřitým a podobným druhům, mají však bílý ocas s černou páskou na konci. 

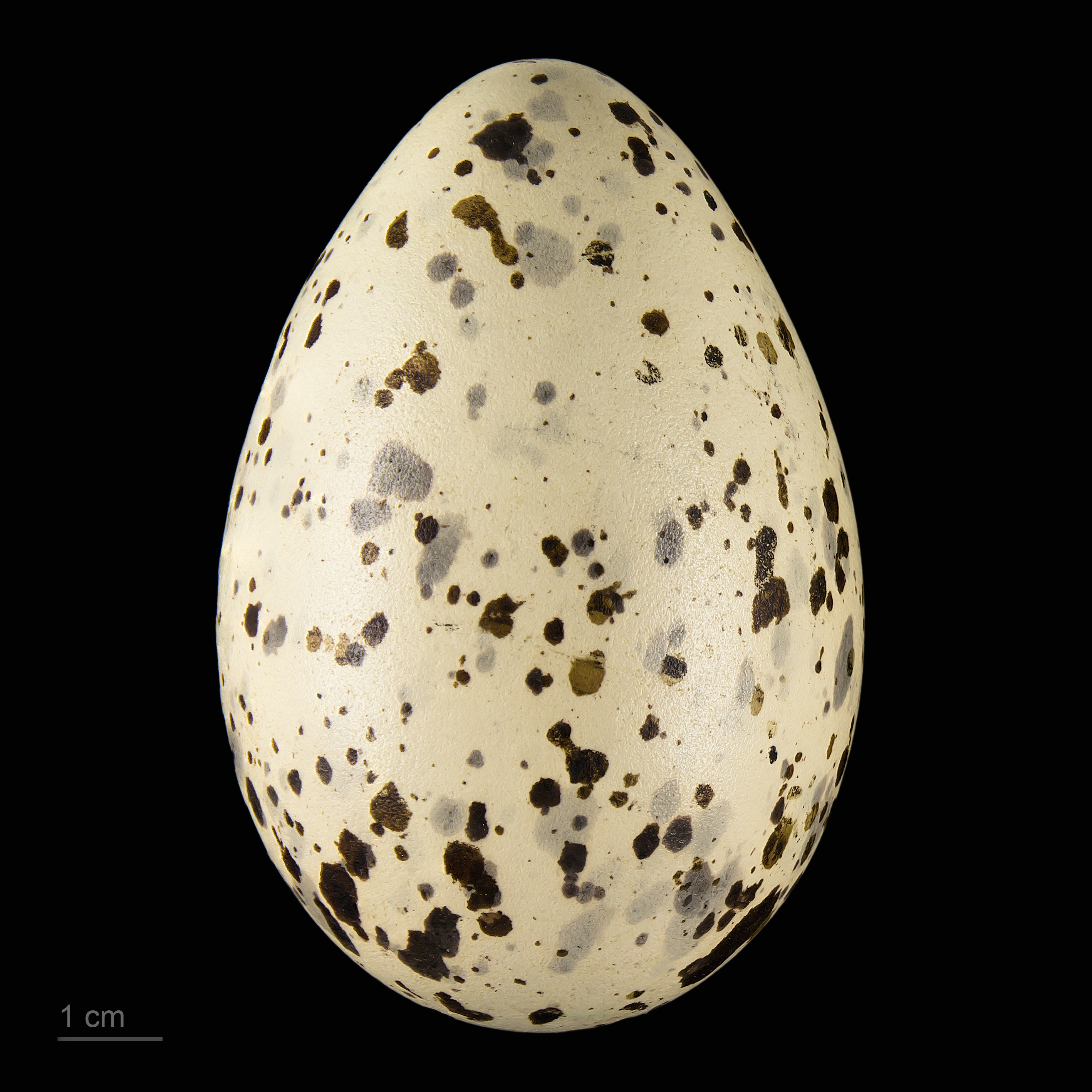
Larus ichthyaetus

## Rozšíření
Racek velký hnízdí ve vnitrozemí od severního Černého moře přes Kaspické moře po jezera střední Asie. Zimuje na jižním pobřeží Asie od Izraele a Rudého moře na východ po Barmu. Velmi vzácně zaletuje na západ do střední Evropy, pravidelně se objevuje v Polsku a Maďarsku. Výjimečně zalétl také do České republiky, kde byl dosud zjištěn dvakrát.